# یانگ جین سونگ
یانگ جین سونگ (کره‌ای: 양진성؛ زادهٔ ۲۷ ژوئن ۱۹۸۸) بازیگر اهل کره جنوبی است. یانگ پس از آغاز حرفهٔ بازیگری در فیلم لباس عروس (۲۰۱۰)، به عنوان نقش مکمل در درام‌های کره‌ای ایفای نقش کرده‌است.

## فیلم‌شناسی

### فیلم
| سال  | عنوان     | نقش           |
| ---- | --------- | ------------- |
| ۲۰۱۰ | لباس عروس | بزرگسالی سورا |
| ۲۰۱۳ | امید      | دو کیونگ      |

### مجموعه تلویزیونی
| سال  | عنوان                                             | نقش                     | شبکه       |
| ---- | ------------------------------------------------- | ----------------------- | ---------- |
| ۲۰۱۱ | شکارچی شهر                                        | شین اون آه              | اس‌بی‌اس     |
| ۲۰۱۱ | فقط مثل امروز                                     | مون هیو جین             | ام‌بی‌سی     |
| ۲۰۱۳ | او عالی است                                       | یو نان هی               | تی‌وی‌ان     |
| ۲۰۱۳ | عشق مخفی                                          | سو جی هی                | کی‌بی‌اس۲    |
| ۲۰۱۳ | دراما فستیوال - من، بابا، مامان، مامان بزرگ و آنا | آنا                     | ام‌بی‌سی     |
| ۲۰۱۴ | عروس قرن                                          | نا دو ریم/جانگ یی کیونگ | تی‌وی چوسان |
| ۲۰۱۵ | دوست‌پسر بدبخت من                                  | یو جی نا                | ام‌بی‌سی     |
| ۲۰۱۶ | دوبار ازدواج با دخترم                             | پارک سو کیونگ           | اس‌بی‌اس     |
| ۲۰۱۷ | ماشین تحریر شیکاگو                                | ما بانگ جین             | تی‌وی‌ان     |
| ۲۰۱۸ | صلیب                                              | سون یون هی              | تی‌وی‌ان     |
| ۲۰۱۸ | بگذار معرفی کنم                                   | سون چه یونگ             | اس‌بی‌اس     |